# Hypoponera opacior
Hypoponera opacior es una especie de hormiga del género Hypoponera, subfamilia Ponerinae. 

## Distribución
Esta especie se encuentra en Belice, Brasil, Costa Rica, República Dominicana, Ecuador, islas Galápagos, Guadalupe, Haití, México, Panamá, Perú, Puerto Rico, San Vicente y las Granadinas, Estados Unidos y Polinesia Francesa.